# Colpo di scena (film)
Colpo di scena (From the Hip) è un film del 1987 diretto da Bob Clark.

## Trama
Un giovane e promettente avvocato si trova a difendere un uomo accusato di omicidio; quando è quasi riuscito a ottenere il verdetto di non colpevolezza, inizia a sospettare che il suo cliente sia veramente colpevole.